# ブルショー人
ブルショー人（Burusho）はパキスタン北部のギルギット・バルティスタン州、Chitral地方とフンザ谷に居住する民族である 。
孤立した言語であるブルシャスキー語を話す。イスラム教を信仰する。

## 遺伝子
ブルショー人にはハプログループR2（Y染色体)が約24.7%、ハプログループL (Y染色体)が約16.5%の高頻度でみられる。